# Championnat d'Europe de football des moins de 17 ans 2008
Cet article traite de l'épreuve masculine. Pour la compétition féminine, voir Championnat d'Europe de football féminin des moins de 17 ans 2008.
Navigation
Euro 2007 Euro 2009
Le Championnat d'Europe de football des moins de 17 ans 2008 se tient en Turquie du 4 au 16 mai 2008. Peuvent y participer les joueurs nés après le 1er janvier 1991.

## Qualification

### Pays qualifiés
- Turquie (pays-hôte)
- République d'Irlande (vainqueur du groupe 1)
- Suisse (vainqueur du groupe 2)
- France (vainqueur du groupe 3)
- Serbie (vainqueur du groupe 4)
- Écosse (vainqueur du groupe 5)
- Espagne (vainqueur du groupe 6)
- Pays-Bas (vainqueur du groupe 7)

## Phase de groupes

### Groupe A
| Rang | Équipe   | Pts | J | G | N | P | Bp | Bc | Diff |
| ---- | -------- | --- | - | - | - | - | -- | -- | ---- |
| 1    | Turquie  | 7   | 3 | 2 | 1 | 0 | 4  | 0  | +4   |
| 2    | Pays-Bas | 6   | 3 | 2 | 0 | 1 | 3  | 3  | 0    |
| 3    | Serbie   | 4   | 3 | 1 | 1 | 1 | 2  | 1  | +1   |
| 4    | Écosse   | 0   | 3 | 0 | 0 | 3 | 0  | 5  | -5   |

1re journée
| 4 mai 2008 | Écosse  | 0 – 2 | Serbie            | World Wonder Football Centre, Antalya |                              |
| 15:00      |         |       | Aleksić 40+1e 42e | Arbitrage : Anders Hermansen          | Arbitrage : Anders Hermansen |
| 15:00      | Rapport |       |                   | Arbitrage : Anders Hermansen          | Arbitrage : Anders Hermansen |

| 4 mai 2008 | Turquie                                  | 3 –0 | Pays-Bas | Mardan Sports Complex, Antalya |                           |
| 18:00      | Karataş 11e · Albayrak 71e · Demir 80+1e |      |          | Arbitrage : Libor Kovarik      | Arbitrage : Libor Kovarik |
| 18:00      | Rapport                                  |      |          | Arbitrage : Libor Kovarik      | Arbitrage : Libor Kovarik |

2e journée
| 7 mai 2008 | Turquie   | 1 –0 | Écosse | Mardan Sports Complex, Antalya |                           |
| 16:00      | Yollu 13e |      |        | Arbitrage : Tero Nieminen      | Arbitrage : Tero Nieminen |
| 16:00      | Rapport   |      |        | Arbitrage : Tero Nieminen      | Arbitrage : Tero Nieminen |

| 7 mai 2008 | Pays-Bas       | 1 –0 | Serbie | World Wonder Football Centre, Antalya |                              |
| 18:00      | Castillion 33e |      |        | Arbitrage : Hubert Siejewicz          | Arbitrage : Hubert Siejewicz |
| 18:00      | Rapport        |      |        | Arbitrage : Hubert Siejewicz          | Arbitrage : Hubert Siejewicz |

3e journée
| 10 mai 2008 | Serbie  | 0 –0 | Turquie | World Wonder Football Centre, Antalya |                               |
| 16:00       |         |      |         | Arbitrage : Gediminas Mazeika         | Arbitrage : Gediminas Mazeika |
| 16:00       | Rapport |      |         | Arbitrage : Gediminas Mazeika         | Arbitrage : Gediminas Mazeika |

| 10 mai 2008 | Pays-Bas                       | 2 – 0 | Écosse | Mardan Sports Complex, Antalya |                           |
| 16:00       | Castillion 34e · Van Rhijn 46e |       |        | Arbitrage : Angel Angelov      | Arbitrage : Angel Angelov |
| 16:00       | Rapport                        |       |        | Arbitrage : Angel Angelov      | Arbitrage : Angel Angelov |

### Groupe B
| Rang | Équipe               | Pts | J | G | N | P | Bp | Bc | Diff |
| ---- | -------------------- | --- | - | - | - | - | -- | -- | ---- |
| 1    | Espagne              | 7   | 3 | 2 | 1 | 0 | 8  | 4  | +4   |
| 2    | France               | 7   | 3 | 2 | 1 | 0 | 7  | 4  | +3   |
| 3    | Suisse               | 3   | 3 | 1 | 1 | 1 | 1  | 4  | -3   |
| 4    | République d'Irlande | 0   | 3 | 0 | 0 | 3 | 2  | 6  | -4   |

1re journée
| 4 mai 2008 | France                      | 2 – 1 | République d'Irlande | Mardan Sports Complex, Antalya |                               |
| 15:00      | Tafer 65e · Lacazette 80+3e |       | Murphy 32e           | Arbitrage : Gediminas Mazeika  | Arbitrage : Gediminas Mazeika |
| 15:00      | Rapport                     |       |                      | Arbitrage : Gediminas Mazeika  | Arbitrage : Gediminas Mazeika |

| 4 mai 2008 | Espagne               | 2 – 0 | Suisse | World Wonder Football Centre, Antalya |                              |
| 18:00      | Sergio García 52e 61e |       |        | Arbitrage : Hubert Siejewicz          | Arbitrage : Hubert Siejewicz |
| 18:00      | Rapport               |       |        | Arbitrage : Hubert Siejewicz          | Arbitrage : Hubert Siejewicz |

2e journée
| 7 mai 2008 | République d'Irlande | 0 – 1 | Suisse            | World Wonder Football Centre, Antalya |                           |
| 15:00      |                      |       | Gunning 49e (csc) | Arbitrage : Libor Kovarik             | Arbitrage : Libor Kovarik |
| 15:00      | Rapport              |       |                   | Arbitrage : Libor Kovarik             | Arbitrage : Libor Kovarik |

| 7 mai 2008 | France                             | 3 – 3 | Espagne                               | Mardan Sports Complex, Antalya |                           |
| 19:00      | Tafer 11e · Grenier 43e · Rémy 48e |       | Rochina 31e · Pulido 45e · Thiago 67e | Arbitrage : Angel Angelov      | Arbitrage : Angel Angelov |
| 19:00      | Rapport                            |       |                                       | Arbitrage : Angel Angelov      | Arbitrage : Angel Angelov |

3e journée
| 10 mai 2008 | Suisse  | 0 – 2 | France        | World Wonder Football Centre, Antalya |                              |
| 19:00       |         |       | Tafer 33e 51e | Arbitrage : Anders Hermansen          | Arbitrage : Anders Hermansen |
| 19:00       | Rapport |       |               | Arbitrage : Anders Hermansen          | Arbitrage : Anders Hermansen |

| 10 mai 2008 | République d'Irlande | 1 – 3 | Espagne                    | Mardan Sports Complex, Antalya |                           |
| 19:00       | Hourihane 15e        |       | Rochina 47e 56e · Keko 73e | Arbitrage : Tero Nieminen      | Arbitrage : Tero Nieminen |
| 19:00       | Rapport              |       |                            | Arbitrage : Tero Nieminen      | Arbitrage : Tero Nieminen |

## Demi-finales
| 13 mai 2008 | Turquie                                         | 1 – 1 a. p.       | France                                              | Mardan Sports Complex, Antalya |                               |
| 17:30       | Kayalı 31e                                      |                   | Kolodziejczak 69e                                   | Arbitrage : Gediminas Mažeika  | Arbitrage : Gediminas Mažeika |
| 17:30       | Rapport                                         |                   |                                                     | Arbitrage : Gediminas Mažeika  | Arbitrage : Gediminas Mažeika |
| 17:30       | Kayalı · Çolak · Çek · Batuhan Karadeniz · Eren | Tirs au but 3 – 4 | Tafer · Fofana · Kakuta · Kolodziejczak · Lacazette | Arbitrage : Gediminas Mažeika  | Arbitrage : Gediminas Mažeika |

| 13 mai 2008 | Espagne                              | 2 – 1 a. p. | Pays-Bas     | Antalya Atatürk Stadium, Antalya |                              |
| 20:00       | Pulido 46e · Ángel Martínez (en) 92e |             | Sneijder 34e | Arbitrage : Anders Hermansen     | Arbitrage : Anders Hermansen |
| 20:00       | Rapport                              |             |              | Arbitrage : Anders Hermansen     | Arbitrage : Anders Hermansen |

## Finale
| 16 mai 2008 | France  | 0 – 4 | Espagne                                             | Mardan Sports Complex, Antalya              |                                             |
| 18:30       |         |       | Keko 31e · Sergi 46e · Thiago 63e (pen.) · Manu 69e | Spectateurs : 600 Arbitrage : Libor Kovařík | Spectateurs : 600 Arbitrage : Libor Kovařík |
| 18:30       | Rapport |       |                                                     | Spectateurs : 600 Arbitrage : Libor Kovařík | Spectateurs : 600 Arbitrage : Libor Kovařík |